# Dècada del 810

## Esdeveniments
- Esteve IV succeeix a San Lleó III com a papa l'any 816.
- Sant Pasqual I succeeix a Esteve IV com a papa l'any 817.

## Personatges destacats
- Carlemany
- Lluís I el Pietós
- Lleó V l'Armeni